# Álex Corredera
Alexandre Corredera Alardi, detto Álex (Vic, 19 marzo 1996), è un calciatore spagnolo, centrocampista dello Sporting Gijón.

## Carriera
Cresciuto nel settore giovanile del Barcellona, dove è entrato all'età di otto anni, nel 2015 è stato acquistato dal Deportivo La Coruña e aggregato alla squadra riserve, con cui ha disputato due stagioni consecutive nella quarta divisione spagnola, totalizzando 77 presenze e 14 reti. Nel 2017 si è trasferito all'Almería, dove ha esordito in Segunda División il 22 ottobre 2017, nella sconfitta per 0-1 contro il Reus; in quella stagione ha giocato complessivamente tre partite in prima squadra, aggiungendo poi 39 presenze e 10 gol con la squadra riserve, militante in quarta divisione. Negli anni successivi ha militato in diverse squadre della terza divisione spagnola: 19 partite con il Real Murcia, 17 con il Valencia Mestalla (squadra riserve del Valencia) e 51 incontri con 12 reti in due stagioni al Badajoz. Il 2 giugno 2021 ha firmato un contratto triennale con il Tenerife, club di seconda divisione, con cui ha realizzato due reti in 45 presenze nella stagione 2021-2022, rimanendo in squadra anche nella stagione successiva. Nella stagione 2024-2025 ha giocato 22 partite nella prima divisione russa con il Chimki.

## Statistiche

### Presenze e reti nei club
Statistiche aggiornate al 1º ottobre 2022.
| Stagione           | Squadra            | Campionato         | Campionato | Campionato | Coppe nazionali | Coppe nazionali | Coppe nazionali | Coppe continentali | Coppe continentali | Coppe continentali | Altre coppe | Altre coppe | Altre coppe | Totale | Totale |
| Stagione           | Squadra            | Comp               | Pres       | Reti       | Comp            | Pres            | Reti            | Comp               | Pres               | Reti               | Comp        | Pres        | Reti        | Pres   | Reti   |
| ------------------ | ------------------ | ------------------ | ---------- | ---------- | --------------- | --------------- | --------------- | ------------------ | ------------------ | ------------------ | ----------- | ----------- | ----------- | ------ | ------ |
| 2015-2016          | Deportivo B        | TD                 | 40         | 10         |                 | -               | -               |                    | -                  | -                  |             | -           | -           | 40     | 10     |
| 2016-2017          | Deportivo B        | TD                 | 37         | 4          |                 | -               | -               |                    | -                  | -                  |             | -           | -           | 37     | 4      |
| Totale Deportivo B | Totale Deportivo B | Totale Deportivo B | 77         | 14         |                 | -               | -               |                    | -                  | -                  |             | -           | -           | 77     | 14     |
| 2017-2018          | Almería B          | TD                 | 39         | 10         |                 | -               | -               |                    | -                  | -                  |             | -           | -           | 39     | 10     |
| 2017-2018          | Almería            | SD                 | 3          | 0          | CR              | 0               | 0               |                    | -                  | -                  |             | -           | -           | 3      | 0      |
| 2018-gen. 2019     | Real Murcia        | SDB                | 19         | 0          | CR              | 0               | 0               |                    | -                  | -                  |             | -           | -           | 19     | 0      |
| gen.-giu. 2019     | Valencia Mestalla  | SDB                | 17         | 0          |                 | -               | -               |                    | -                  | -                  |             | -           | -           | 17     | 0      |
| 2019-2020          | Badajoz            | SDB                | 27         | 2          | CR              | 3               | 2               |                    | -                  | -                  |             | -           | -           | 30     | 4      |
| 2020-2021          | Badajoz            | SDB                | 24         | 10         | CR              | 1               | 0               |                    | -                  | -                  |             | -           | -           | 25     | 10     |
| Totale Badajoz     | Totale Badajoz     | Totale Badajoz     | 51         | 12         |                 | 4               | 2               |                    | -                  | -                  |             | -           | -           | 55     | 14     |
| 2021-2022          | Tenerife           | SD                 | 45         | 2          | CR              | 2               | 0               |                    | -                  | -                  |             | -           | -           | 47     | 2      |
| 2022-2023          | Tenerife           | SD                 | 6          | 0          | CR              | 0               | 0               |                    | -                  | -                  |             | -           | -           | 6      | 0      |
| Totale carriera    | Totale carriera    | Totale carriera    | 257        | 38         |                 | 6               | 2               |                    | -                  | -                  |             | -           | -           | 263    | 40     |

## Palmarès

### Club

#### Competizioni giovanili
- UEFA Youth League: 1

Barcellona: 2013-2014